# Boa Viagem (Barraqueiro)
A Boa Viagem é uma empresa privada portuguesa, de transporte público coletivo de passageiros. Opera na Região Oeste, principalmente em Alenquer e concelhos limítrofes, assegurando aqui a mobilidade interna e as ligações dos mesmos a Lisboa e Loures. Em dados de 2020, a Boa Viagem era concessionária de 60 carreiras, mas atualmente conta com cerca de 35 carreiras.

## Operação

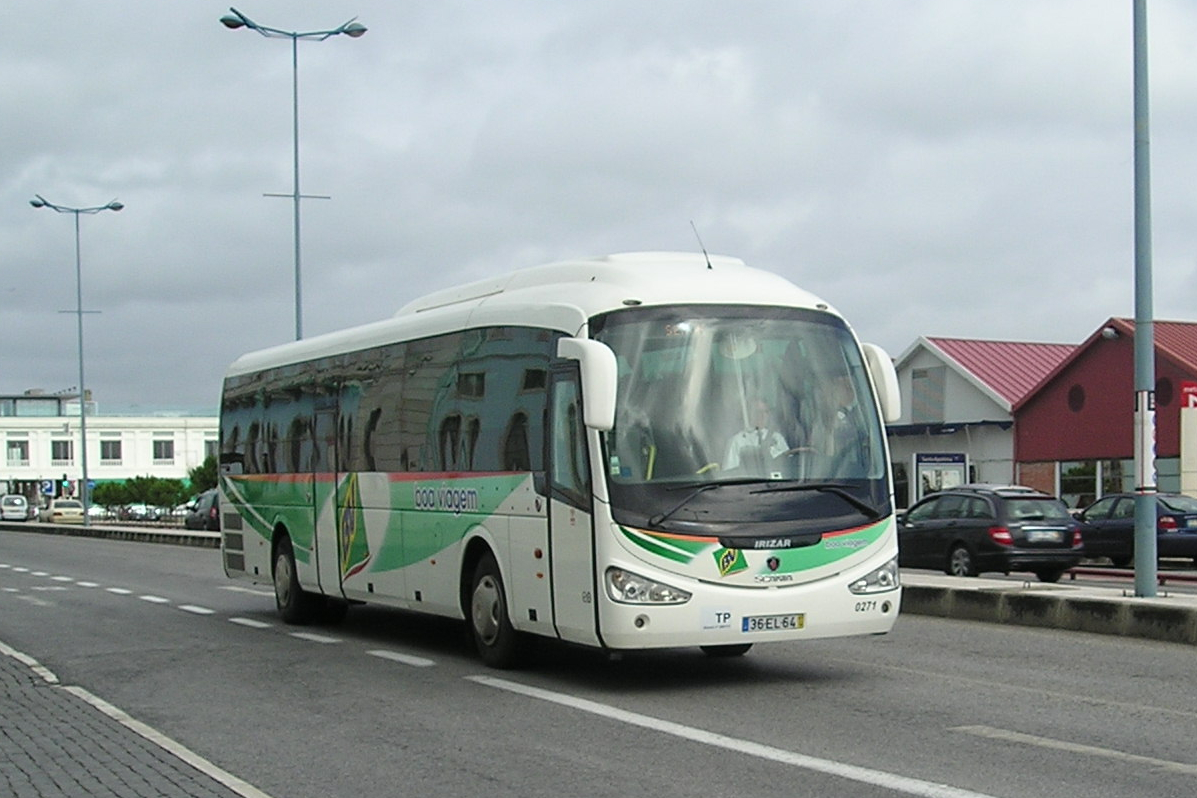
Autocarro Boa Viagem a chegar a Santa Apolónia (Lisboa), em 2014.

Atualmente, a Boa Viagem conta com cerca de 160 trabalhadores, percorrendo cerca de seis milhões de quilómetros e transportando cerca de cinco milhões de passageiros por ano, com os seus 952 horários diários.

### Frota
Em meados da década de 2000, a frota da Boa Viagem era muito diversificada, contando-se entre as suas 116 viaturas (dados oficiais de 2006) com autocarros de variados tipos (incluindo articulados) e origens (incluindo veículos estrangeiros em segunda mão), registando-se igualmente alguma partilha de frota com outras empresas do grupo. Atualmente, frota da Boa Viagem é composta por 128 viaturas.[carece de fontes?]

### Implantação geográfica
A Boa Viagem atua principalmente em grande parte dos concelhos de Alenquer, Arruda dos Vinhos, Cadaval e Sobral do Monte Agraço, além de operar também na parte sudeste de Torres Vedras e norte de Vila Franca de Xira. No concelho de Alenquer a cobertura da Boa Viagem concentra-se principalmente na área centro-ocidental, enquanto que no de Torres Vedras incide, contiguamente, no quadrante sudeste.

### Lista de carreiras
Em 2023, com a entrada da operação da Carris Metropolitana em Vila Franca de Xira, algumas linhas da Boa Viagem passaram completa ou parcialmente para a operação da Rodoviária de Lisboa, uma das quatro operadoras da Carris Metropolitana.[carece de fontes?]
- 1 Alenquer ⇆ Vila Franca de Xira[6]
- 2 Alenquer ⇆ Lisboa (Campo Grande) via A1 Povos[7]
- 3 Alenquer ⇆ Lisboa (Campo Grande) via A1 Alverca[8] (dupl. 2842)
- 5 Alenquer ⇆ Vila Franca de Xira via Barradas e Zona Industrial[9]
- 6 Alenquer ⇆ Carregado via Guizanderia e Carambancha[10]
- 7 Alenquer ⇆ Carregado (Estação) via Casais Novos[11]
- 8 Alenquer ⇆ Paredes (Escolas) via Camarnal e Albarróis[12]
- 9 Transporte Urbano do Carregado[13]
- 10 Alenquer (Barnabé) ⇆ Pacheca[14]
- 13 Arruda dos Vinhos ⇆ Carregado via Corredouras[15]
- 15 Alenquer ⇆ Santana da Carnota[16]
- 17 Sobral de Monte Agraço ⇆ Carregado (Estação)[17]
- 21 Alenquer ⇆ Lisboa (Campo Grande) via A1 Carregado[18]
- 22 Alenquer ⇆ Arruda dos Vinhos (R. Cândido dos Reis) via Vila Franca de Xira[19]
- 24 Alenquer ⇆ Casais da Marmeleira via Campera Outlet[20]
- 25 Abrigada ⇆ Alenquer via Bairro[21]
- 26 Alenquer ⇆ Labrugeira via Estribeiro e Ota[22]
- 28 Alenquer ⇆ Merceana via Olhalvo[23]

- 30 Alenquer ⇆ Lapaduços via Aldeia Gavinha[24]
- 31 Alenquer ⇆ Cadaval via Lamas[25]
- 32 Alenquer ⇆ Merceana via Penafirme da Mata e Casais Galegos[26]
- 33 Alenquer ⇆ Torres Vedras via Ribafria[27]
- 34 Alenquer ⇆ Torres Vedras via Casais Brancos[28]
- 37 Sobral de Monte Agraço ⇆ Torres Vedras[29]
- 38 Alenquer ⇆ Peral via Cadaval[30]
- 43 Lisboa (Campo Grande) ⇆ Sobral de Monte Agraço (via Alverca)[31]
- 50 Vila Franca de Xira ⇆ Torres Vedras via Cotovios[32] (dupl. 2316)
- 51 Vila Franca de Xira ⇆ Torres Vedras via Quinta das Caldeiras[33]
- 55 Arruda dos Vinhos ⇆ Tesoureira[34]
- 56 Arruda dos Vinhos ⇆ Carregado via Antas da Serra[35]
- 57 Alverca (Estação) ⇆ Sobral de Monte Agraço via Calhandriz[36] (dupl. 2304)
- 60 Arruda dos Vinhos ⇆ Bucelas via Santiago dos Velhos[37]
- 61 Arruda dos Vinhos ⇆ Bucelas via Louriceira[38]
- 62 Arruda dos Vinhos ⇆ A-do-Mourão via Adoseiros e Mata[39]
- 63 Sobral de Monte Agraço ⇆ Merceana[40]
- 64 Arranhó (Centro Escolar) ⇆ Tesoureira via Adoseiros e Mata[41]
- 65 Sobral de Monte Agraço ↺ via Braçal[42]
- 67 Arruda dos Vinhos ⇆ Sobral de Monte Agraço via Camondes / Casais S. Quintino[43]
- 68 Serreira ⇆ Sobral de Monte Agraço via Feliteira[44]
- 69 Serreira ⇆ Sobral de Monte Agraço via Cabeda[45]
- 75 Alenquer ⇆ Paredes (Escolas) via Camarnal e Albarróis[46]
- 87 Lisboa (Campo Grande) ⇆ Sobral de Monte Agraço via A8[47]
- 88 Fresca (Quinta de Matos) ⇆ Lisboa (Campo Grande) via A10[48]
- 97 Arruda dos Vinhos (R. Cândido dos Reis) ⇆ Lisboa (Campo Grande) via Póvoa de Santa Iria[49]

#### Extintas
- 14 Bom Retiro ⇆ Carregado (Atral-CIPAN)[50] (subst. 2310)
- 16 Alenquer ⇆ Vila Franca de Xira via Santana[51] (subst. 2928)
- 18 Cadafais ⇆ Vila Franca de Xira via Casal da Coxa[52] (subst. 2926)
- 19 Cadafais ⇆ Vila Franca de Xira via Loja Nova[52] (subst. 2927)
- 39 Arcena ⇆ Vila Franca de Xira[53] (subst. 2307)
- 40 Póvoa de Santa Iria (Quinta da Piedade) ⇆ Vila Franca de Xira[54] (subst. 2328)
- 41 Póvoa de Santa Iria ⇆ Vila Franca de Xira[54] (subst. 2324)
- 44 Alverca (Estação) ⇆ Bom Retiro[55] (subst. 2306)
- 45 Alhandra (Escola) ⇆ Sobralinho[55] (subst. 2329)
- 46 Cadaval ⇆ Rechaldeira via Avenal (s/ equiv. C.M.)
- 47 Cadaval ⇆ Dom Durão via Vale Francas (s/ equiv. C.M.)
- 48 Alenquer ⇆ Lisboa (Campo Grande) via Bairro da Chasa[56] (subst. 2842)
- 49 Torre de Cima e Capelas ⇆ Vila Franca de Xira (Hospital)[57] (subst. 2331)
- 52 Sobral de Monte Agraço ⇆ Torres Vedras (s/ equiv. C.M.)
- 53 Cotovios (Bogalhão) ⇆ Vila Franca de Xira[58] (subst. 2309)
- 58 Alverca (Estação) ⇆ A-do-Mourão[59] (subst. 2920)
- 59 Alhandra ⇆ Arruda dos Vinhos via Trancoso[60] (subst. 2921)
- 60A Arruda dos Vinhos ⇆ Bucelas via Arranhó (Centro Escolar) (s/ equiv. C.M.)
- 66 Sobral de Monte Agraço → Sapataria (s/ equiv. C.M.)
- 72 Sobralinho ⇆ Lisboa (Campo Grande)[61] (subst. 2841)
- 73 Centro Escolar de Paredes ⇆ Silveira da Machoa (s/ equiv. C.M.)
- 74 EB Alenquer ⇆ Camarnal (s/ equiv. C.M.)
- 90 Alenquer ⇆ Vila Franca de Xira via A1 Carregado (s/ equiv. C.M.)
- 91 Vila Franca de Xira ⇆ Vila Franca de Xira (Hospital)[57] (subst. 2333)
- 92 Alenquer ⇆ Fonte da Telha (s/ equiv. C.M.)